# Sumo
Sumo (相撲 (tương phác) sumō, nghĩa đen: "đánh nhau") là một hình thức đấu vật tiếp xúc lẫn nhau mang tính cạnh tranh trong đó một rikishi (đô vật) cố gắng đẩy đối thủ của mình ra khỏi vòng tròn thi đấu (dohyō) hoặc ép đối thủ chạm mặt đất bằng bất kỳ bộ phận cơ thể nào ngoài lòng bàn chân (thường bằng cách ném, đẩy hoặc ép đối thủ xuống đất).
Môn thể thao này có nguồn gốc từ Nhật Bản, quốc gia duy nhất tại đó sumo được luyện tập một cách chuyên nghiệp. Nó được coi là một gendai budō, mà đề cập đến võ thuật hiện đại của Nhật Bản, nhưng môn thể thao này có một lịch sử kéo dài nhiều thế kỷ. Nhiều truyền thống cổ xưa đã được sumo bảo tồn, và thậm chí ngày nay môn thể thao này bao gồm nhiều yếu tố nghi lễ, chẳng hạn như sử dụng việc dùng muối tẩy uế bắt nguồn từ Thần đạo.
Cuộc sống của một đô vật được chuẩn hóa rất cao, với các quy tắc được quy định bởi Hiệp hội Sumo Nhật Bản. Hầu hết các đô vật sumo được yêu cầu phải sống trong các trại huấn luyện sumo chung, được biết đến trong tiếng Nhật là heya, nơi tất cả các khía cạnh của cuộc sống hàng ngày của họ, từ bữa ăn cho đến cách ăn mặc của họ đều bị quy định nghiêm ngặt theo truyền thống.
Từ năm 2008 đến 2017, một số tranh cãi và vụ bê bối cấp cao đã làm rung chuyển thế giới sumo, với ảnh hưởng liên quan đến danh tiếng và doanh thu bán vé của môn thể thao này. Những điều này cũng đã ảnh hưởng đến khả năng thu hút tân binh của nó. Mặc dù với các bê bối, sự nổi tiếng và tỷ lệ người xem của sumo đã tăng trở lại do có nhiều yokozuna (nhà vô địch lớn) lần đầu tiên sau một số năm và các đô vật nổi tiếng khác như Endō và Ichinojou thu hút sự chú ý của công chúng.

## Nguồn gốc và lịch sử

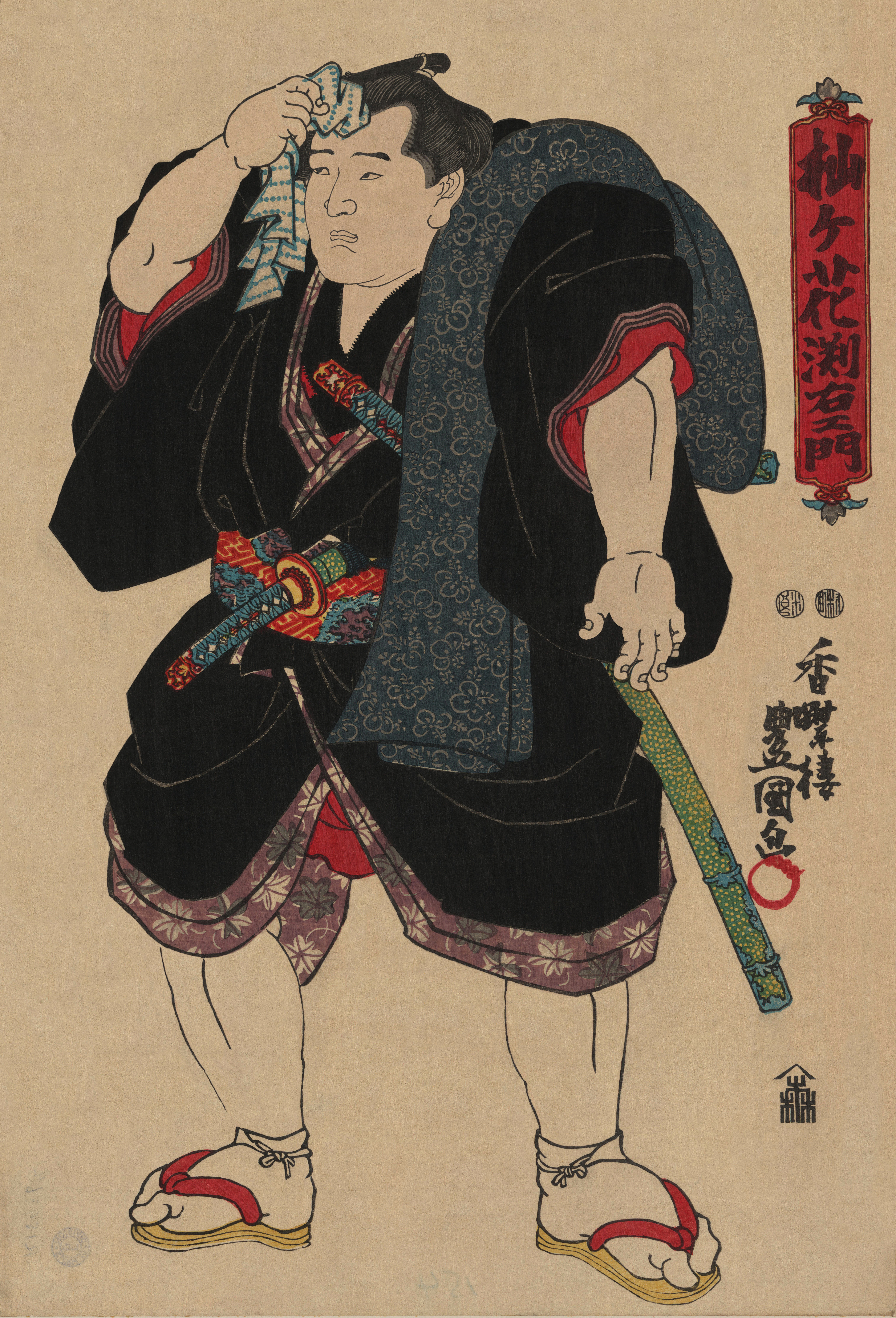
Đô vật Sumo Somagahana Fuchiemon,

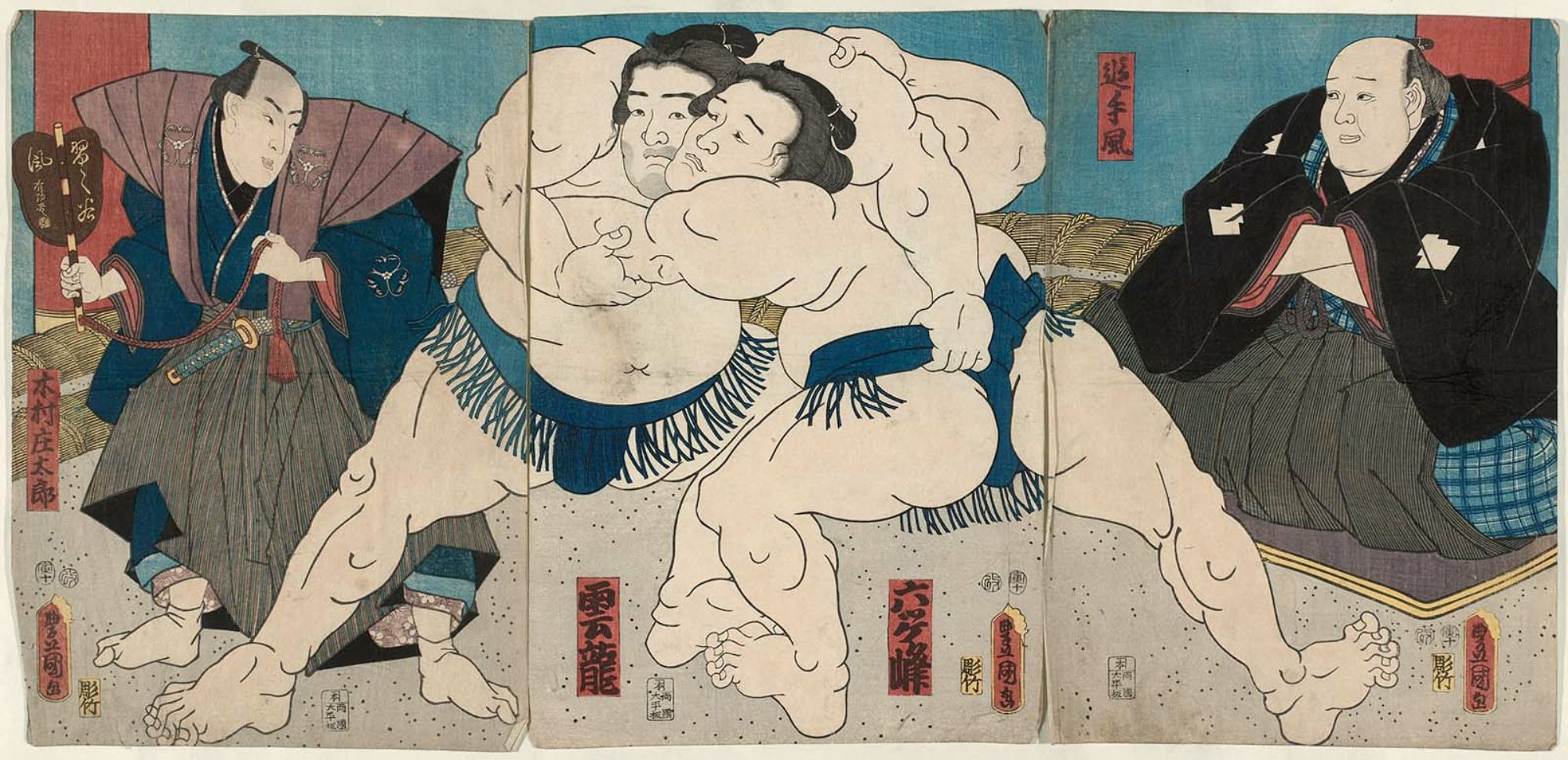
Cảnh đấu vật Sumo c. 1851

## Sumo chuyên nghiệp

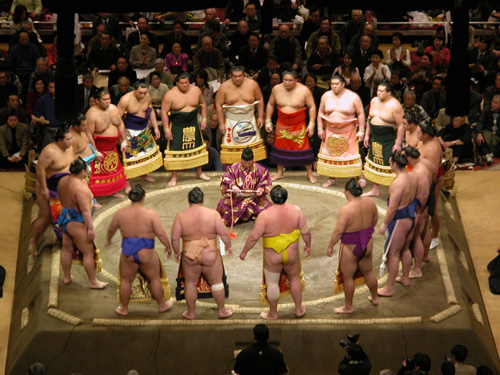
Các đô vật Sumo tập hợp thành một vòng tròn xung quanh gyōji (trọng tài) trong dohyō-iri (lễ nhập vòng).

### Phân hạng Sumo

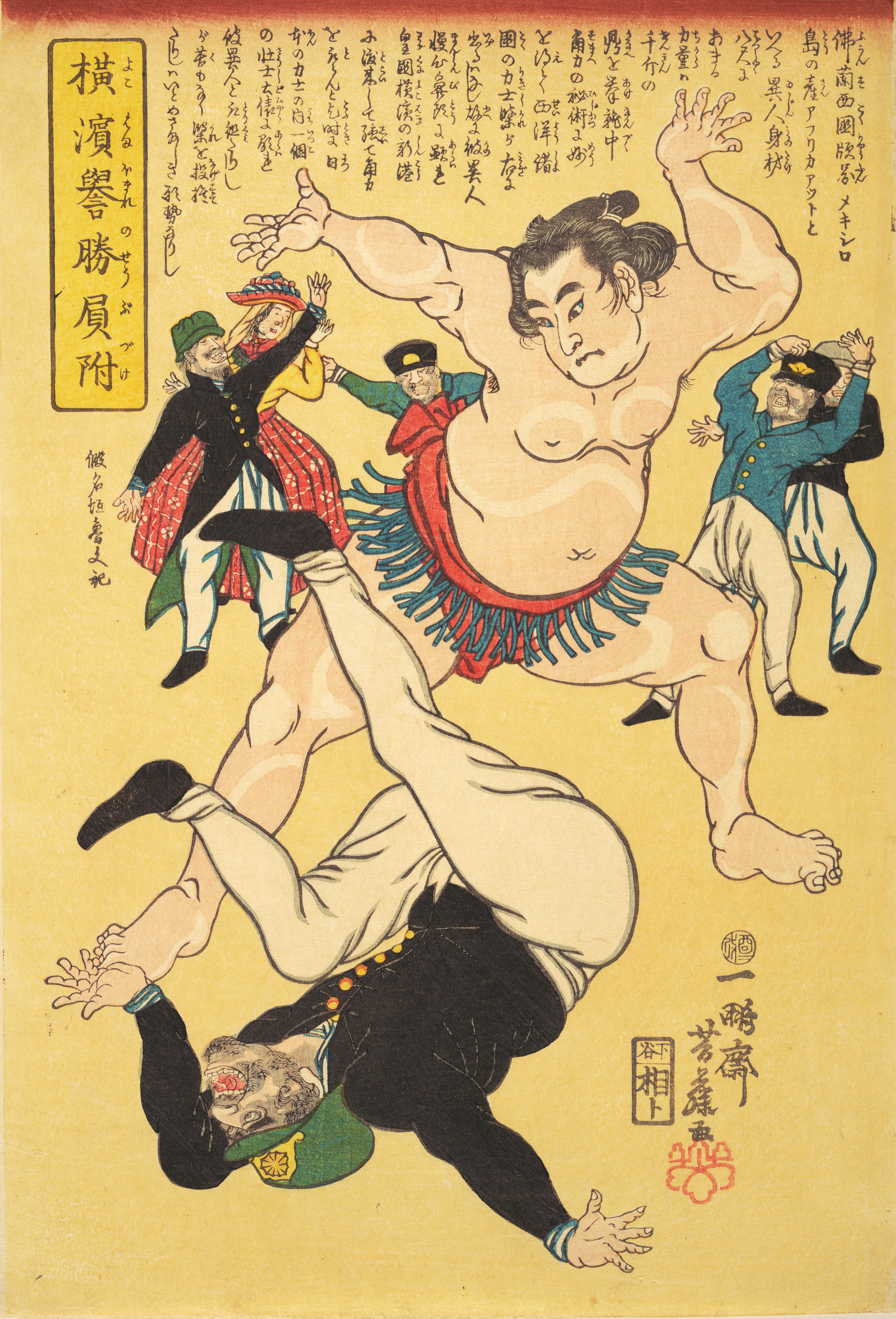
Người nước ngoài và đô vật sumo, 1861

## Các giải đấu sumo chuyên nghiệp

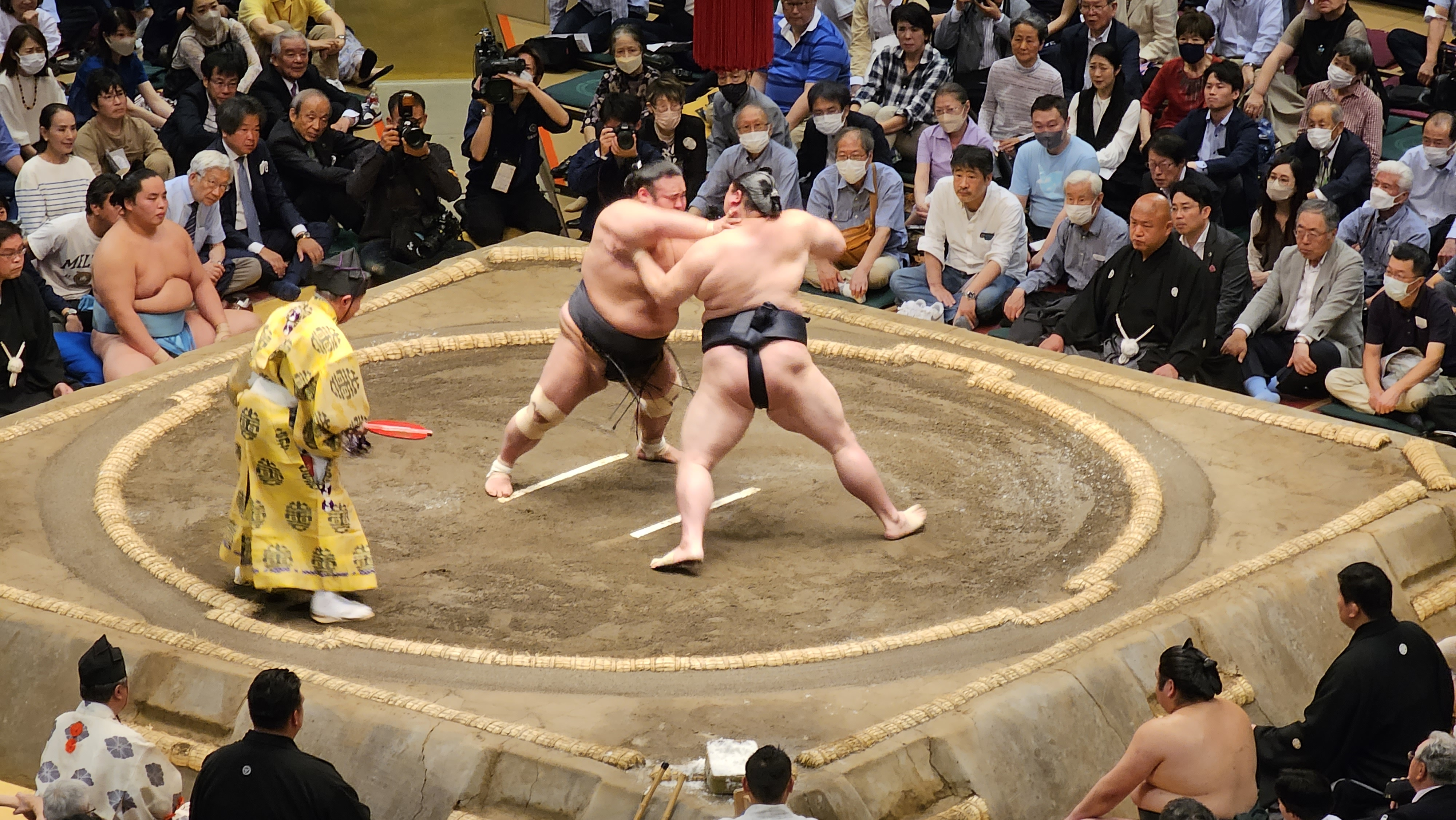

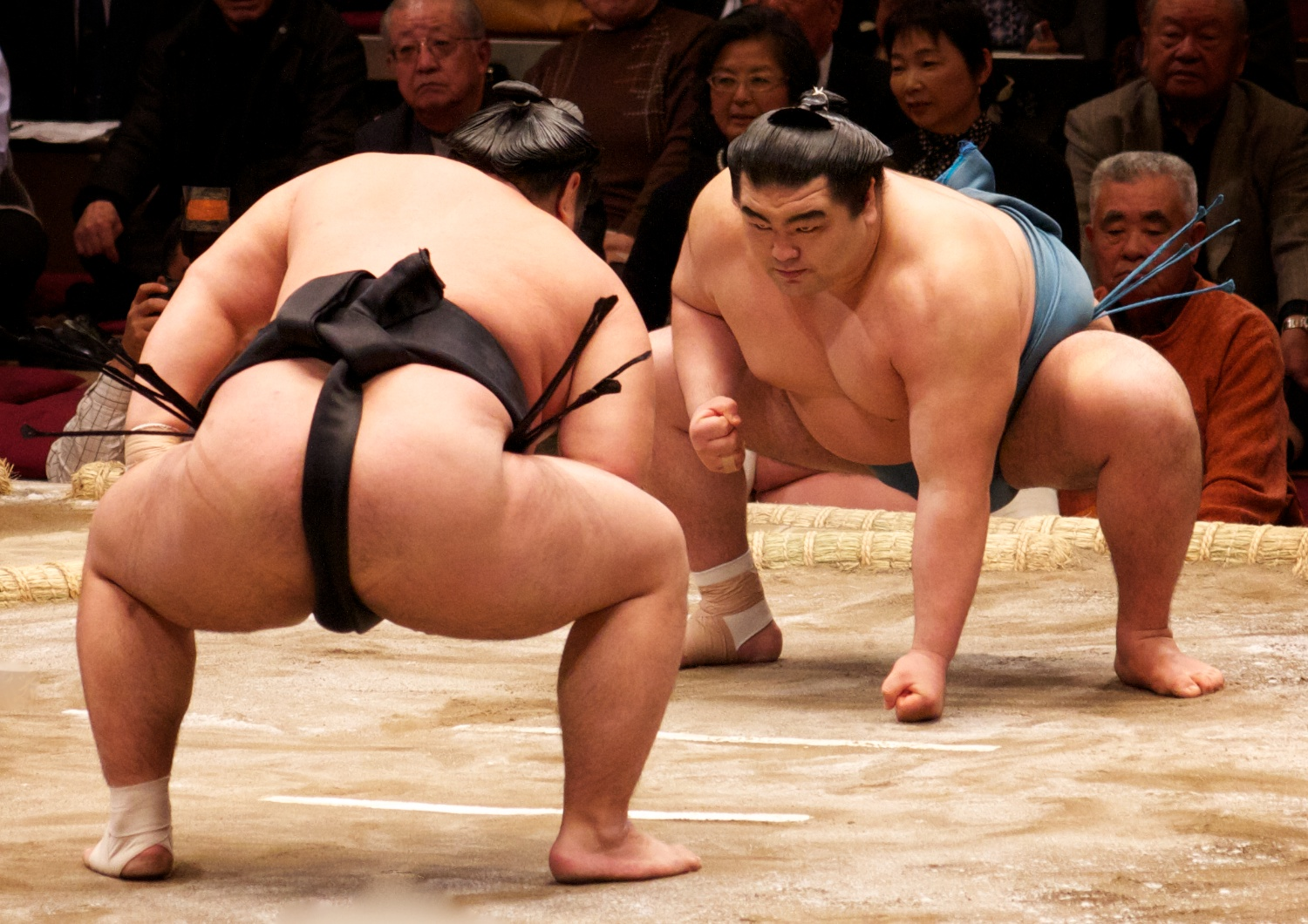

### Một trận đấu sumo chuyên nghiệp

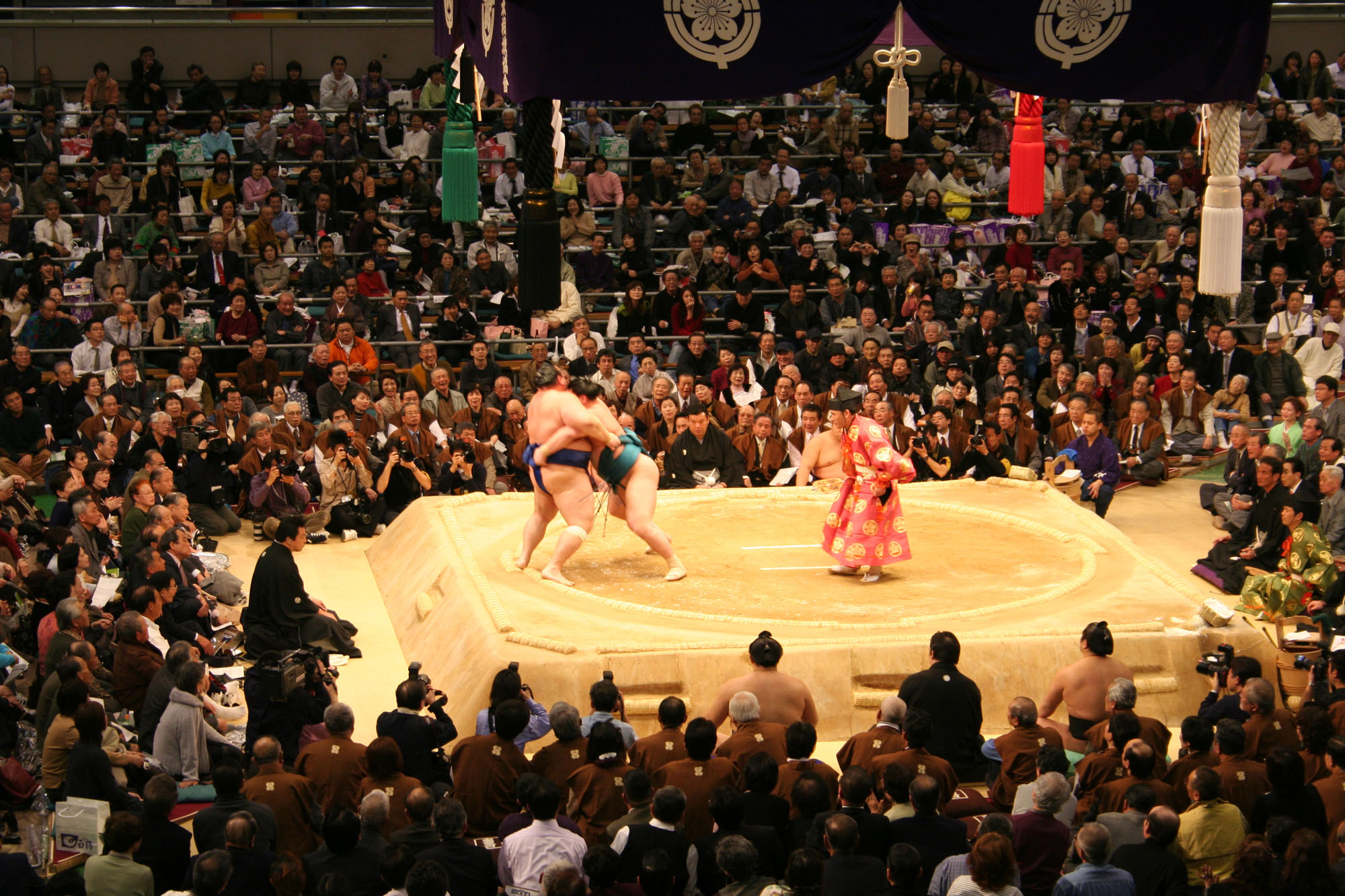
Các đô vật Sumo tại Giải đấu Lớn ở Osaka, tháng 3 năm 2006

## Cuộc sống của một đô vật sumo chuyên nghiệp

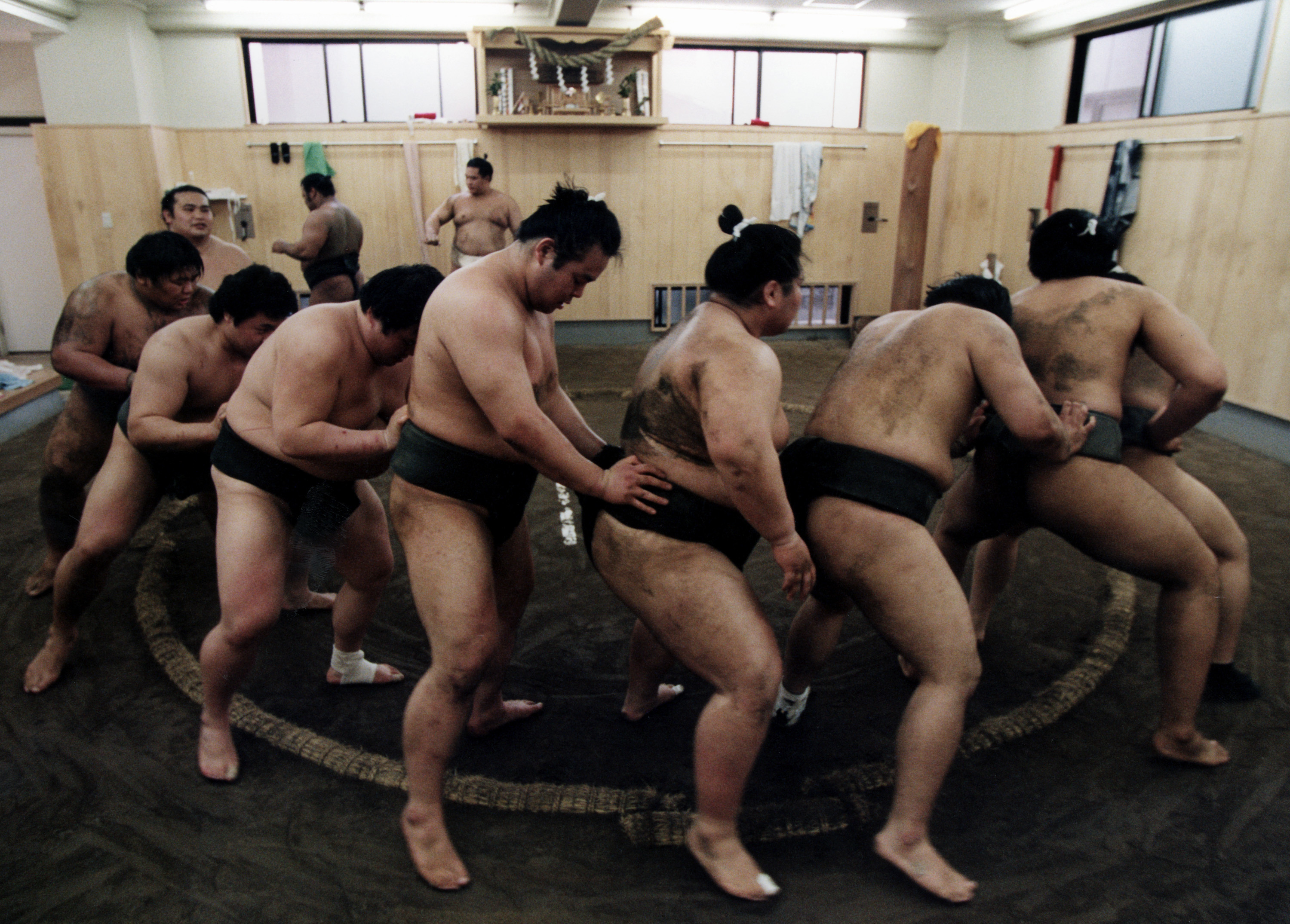
Các đô vật sumo trẻ có thứ hạng thấp tại Tomozuna Stable ở Tokyo kết thúc quy trình tập luyện hàng ngày của họ bằng một bài tập chân.

## Lương và các khoản thanh toán

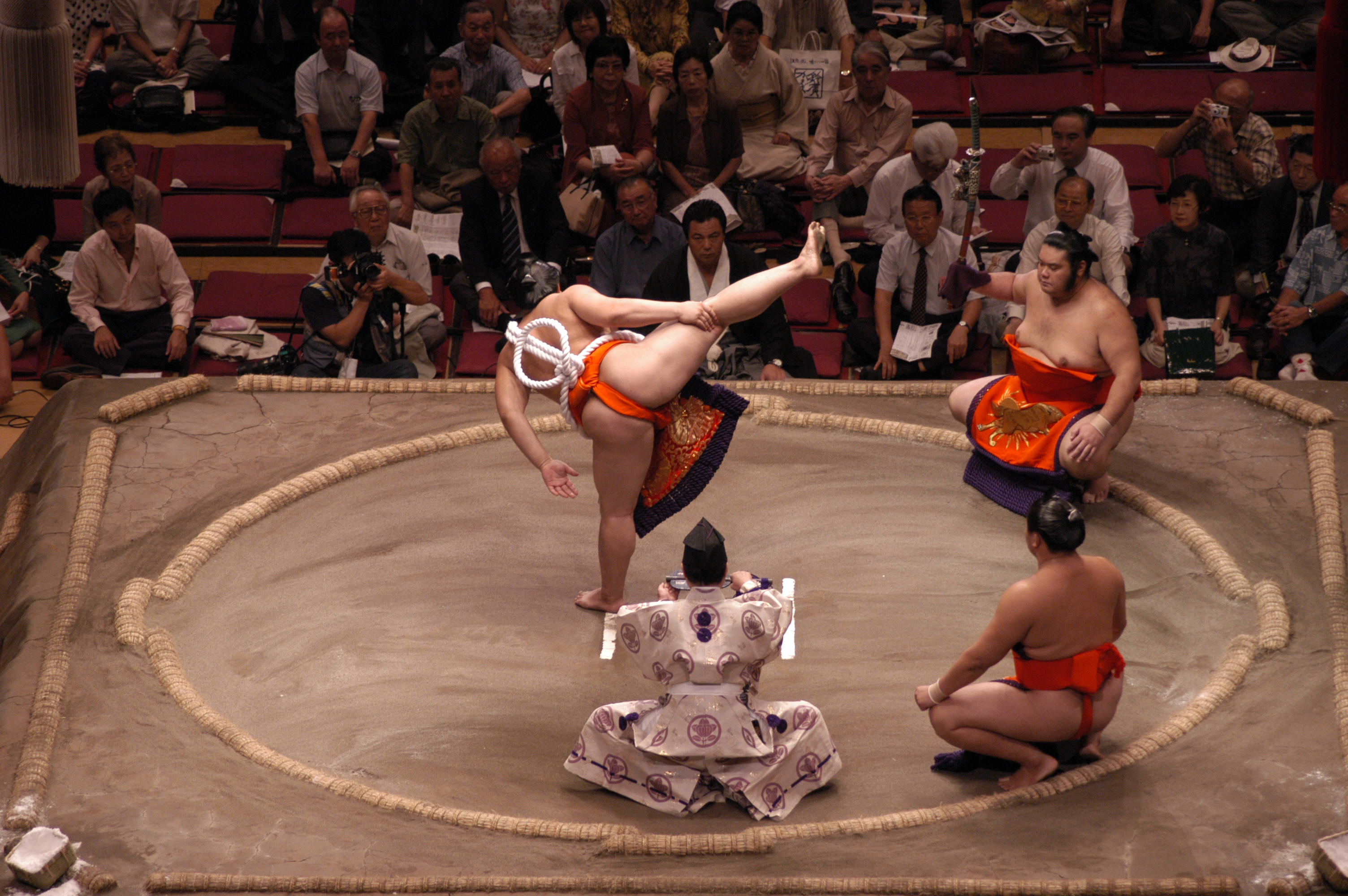
Yokozuna Asashoryu biểu diễn dohyō-iri đặc biệt của yokozuna